# Serie C (fotboll)
Serie C är den tredje högsta divisionen i fotboll för herrar i Italien, efter Serie B och Serie A.

## Format
Serie C består av 60 lag, uppdelad i tre grupper, med 20 lag i varje grupp. Fyra lag flyttas upp till Serie B efter säsongen. De tre vinnarna av varje grupp flyttas upp direkt till Serie B, medan ett playoff avgör vilket som blir det fjärde laget att flyttas upp. Nio lag flyttas i sin tur ned till Serie D. De tre lagen som kommer på sista plats i respektive grupp flyttas ned direkt, medan ett playout avgör vilka de övriga sex lagen blir.